# Nahane
Los nahane son un grupo de tribus indias pertenecientes a la categoría de lenguas na-dené, cuyo nombre quiere decir "pueblo del sol poniente". Se dividían en nueve bandas: esbataottine, etagottine, kaska, tutchone o pelly river, tagish, takutine, tahltan, titshotine y tsethaottine o mountain.
Vivían en ambas estribaciones de las Montañas Rocosas (Columbia Británica), mientras que los kaska vivían en el territorio de Yukón.
Hacia 1910 eran unos 1000 individuos. En 1950 había 760 con los tahltan y kaska, y según Asher en 1980 eran 750, de los cuales sólo 100 hablaban su lengua. En 1990 había 2.000 en Columbia Británica.
Eran nómadas y sin organización social definida, excepto una línea patriarcal en la ley de sucesión, aunque se dividían en bandas nómadas independientes en territorios de caza de caribú propios.
En invierno vivían en tipis, habitáculos de gran tamaño, y en verano en cabañas de palos o estopa y cobertizos. Se desplazaban en trineos, canoas y toboganes.
Físicamente se parecían a los otros na-dené de la costa de la Columbia Británica. No tenían ninguna creencia religiosa peculiar, y no se sabe demasiado de las mismas; aparentemente, como sus vecinos sekani en el sur, creían en espíritus de animales y en prácticas de chamanes y curanderos. Se estableció con muy poco éxito una misión católica entre los tahtlan.
- Datos: Q6959182